# European Journal of Clinical Pharmacology
L'European Journal of Clinical Pharmacology è una rivista scientifica pubblicata dalla casa editrice Springer Verlag. Il primo numero è stato pubblicato nel 1968 e nei primi due anni la rivista si chiamava Pharmacologia Clinica. La periodicità mensile. Vengono pubblicati articoli su tutti gli aspetti della farmacologia clinica e della terapia farmacologica. Tra i temi importanti trattati dalla rivista vi sono: studi clinici, farmacocinetica, metabolismo dei farmaci, reazioni avverse ai farmaci, interazioni, sviluppo di farmaci, comportamento prescrittivo e farmacoepidemiologia.
Nel 2014 il fattore d'impatto era pari a 2,966. Secondo le statistiche dell'ISI Web of Knowledge, al 2014 la rivista si collocava all'84º posto su 254 riviste nella categoria Farmacologia e Farmacia.
Il caporedattore è Rune Dahlqvist (Umeå, Svezia).